# Algas N
L'Algas N o Algas Nord és un cim de 3.032 m d'altitud, amb una prominència de 8 m, que es troba a la cresta nord del pic d'Algas, al massís de Infierno-Argualas, a la província d'Osca (Aragó).